# Top R&B/Hip-Hop Albums
Лучшие Ар-энд-Би/хип-хоп-альбомы (англ. Top R&B/Hip-Hop Albums) — еженедельный хит-парад, публикуемый американским журналом Billboard и основанный на данных Nielsen SoundScan по продажам в США альбомов в жанрах ритм-н-блюз и хип-хоп.
Нынешнее название чарта было изменено с Top R&B Albums в 1999 году. Впервые чарт дебютировал в журнале Billboard под названием Hot R&B LPs в 1965 году, а также — Top Black Albums; с 1969 по 1978 года чарт был идентифицирован, как Soul charts. Хит-парад Billboard Top R&B/Hip-Hop Albums отслеживает альбомы таких музыкальных жанров: ритм-н-блюз, современная городская музыка, соул, нью-джек-свинг, хип-хоп и иногда хаус.

## Рекорды по числу недель в чарте
Источник
Число недель в чарте. Название. Высшая позиция. Дата.
2Pac:
- 128, Greatest Hits, № 1 (2 недели), 12.12.1998
- 107, All Eyez on Me, № 1 (3 недели), 2.3.1996
- 103, The Don Killuminati: The 7 Day Theory, 23.11.1996

Bone Thugs-N-Harmony:
- 119, Creepin on Ah Come Up, № 2, 10.9.1994
- 105, E. 1999 Eternal, № 1 (3 недели), 12.8.1995
- 104, Greatest Hits, № 30, 26.3.2005

Eminem:
- 130, The Eminem Show, № 1 (6 недель), 8.6.2002
- 100, Curtain Call: The Hits, № 2, 24.12.2005

Kirk Franklin:
- 108, Kirk Franklin and The Family, № 6, 25.3.1995
- 104, Hero, № 4, 22.10.2005

Whitney Houston:
- 122, The Bodyguard, № 1 (8 недель), 12.12.1992
- 116, Whitney Houston, № 1 (6 недель), 22.6.1985

Michael Jackson:
- 112, Dangerous, № 1 (12 недель), 4.1.1992
- 104, Thriller, № 1 (37 недель), 29.1.1983

Sade:
- 111, The Best of Sade, № 7, 26.11.1994
- 105, Love Deluxe, № 2, 26.12.1992